# ستيفن كينسي
ستيفن كينسي هو سياسي أمريكي، ولد في 15 ديسمبر 1958 في فيلادلفيا في الولايات المتحدة. نشط حزبياً في الحزب الديمقراطي. وقد انتخب عضو مجلس نواب بنسيلفانيا ‏.

## وصلات خارجية
- الموقع الرسمي